# 格雷格·沃恩
格雷格·沃恩（英語：James Gregory "Greg" Vaughan, Jr.，1973年6月15日—）是美國的一位演員，曾經也是一位模特。他出演過年輕和騷動不安的一族、大醫院、我們的日子等肥皂劇。他在2006年結婚並有三個兒子。

## 外部連結
- 格雷格·沃恩在互联网电影资料库（IMDb）上的資料（英文）